# Décembre 1999

## Événements
- 2 décembre : Premier décryptage du code génétique d'un chromosome humain, le chromosome 22 par une équipe de scientifiques de Cambridge.
- 3 décembre : 
  - À Seattle, échec de la réunion ministérielle des pays membres de l'OMC. L'Europe refuse l'abandon du système de subvention à l'exportation de leurs produits exigé par les Américains, car la fin d'un tel système donnerait la suprématie totale aux firmes multinationales.
  - Parité exacte entre l'euro et le dollar américain.
  - Fusillade d'un convoi de réfugiés à Grozny.
- 6 décembre : l'OSCE publie son rapport sur les crimes commis par les Serbes au Kosovo
- 9 et 10 décembre 1999 : Le Conseil européen d'Helsinki établit les questions institutionnelles nécessaires avant l'élargissement de l'Union européenne. Il précise les capacités militaires nécessaires à la Politique européenne de sécurité et de défense (PESD). Le 10 décembre, la Turquie devient candidat officiel à l'adhésion à l'Union européenne.
- 10 décembre : Premier vol commercial d'Ariane 5, au cours duquel est mis en orbite XMM, un télescope spatial de l'Agence spatiale européenne.
- 12 décembre : Naufrage du pétrolier Erika au large de la Bretagne.
- 15 décembre : 
  - Un accord signé entre l'ONU et les trois principaux partis albanais permet la mise en place d'une administration provisoire au Kosovo.
  - La Constitution de la république bolivarienne du Venezuela est approuvée par référendum.
- 18 décembre : Tentative d'assassinat de Chandrika Kumaratunga, présidente du Sri Lanka.
- 19 décembre : Le Portugal rétrocède Macao à la Chine après plus de 400 ans d'occupation ; le territoire bénéficiera pendant 50 ans d'un statut particulier de région administrative spéciale (RAS).
- 22 décembre : Pluies torrentielles et avalanches de boue font entre 15 000 et 30 000 victimes au Venezuela et plus de 300 000 sans abri.
- 22 décembre : séisme à Aïn Témouchent en Algérie, faisant 27 morts et 174 blessés.
- 24 décembre :
  - Henri Konan Bédié, président de la Côte d'Ivoire, est renversé par un coup d'état militaire. Le général Robert Guéï prend le pouvoir.
  - Le pape Jean-Paul II ouvre la Porte Sainte de la basilique Saint-Pierre de Rome, et ouvre le grand Jubilé de l'an 2000.
- 26 et 28 décembre : les tempêtes Lothar et Martin causent d'importants dégâts. La première passa du sud de l'Angleterre vers le Danemark en traversant le nord de la France. La seconde traverse le nord de l'Espagne, le centre-sud de la France et le nord de l'Italie.
- 31 décembre :
  - restitution de la zone du canal de Panama par les États-Unis au Panama.
  - Libération des otages de l'Airbus d'Air India détourné le 24 décembre, à la suite du relâchement de trois séparatistes cachemiris.
  - Démission surprise du président russe Boris Ieltsine. Le Premier ministre Vladimir Poutine prend les fonctions de président par intérim jusqu'à l’élection présidentielle de mars 2000.

## Particularités
- Le mois de décembre 1999 est souvent utilisé pour situer le contexte de fictions tournant autour du bug de l'an 2000 ou tout autre évènement spécifiquement lié au changement de millénaire, quand bien même le XXIe siècle ne commence que le 1er janvier 2001.

## Naissance en décembre 1999
- 2 décembre : Kelvin Kiptum, athlètes kényan († 11 février 2024).
- 8 décembre : Céline Dept, influenceuse et vidéaste web belge.
- 20 décembre : Soumia Ouaicha, coureuse cycliste marocaine.

## Décès en décembre 1999
- 11 décembre : Franjo Tudjman, président de la Croatie.
- 13 décembre : Philippe Piers de Raveschoot, artiste belge.
- 16 décembre : Roger Frison-Roche, alpiniste et écrivain français.
- 18 décembre : Robert Bresson, cinéaste français.
- 19 décembre : Desmond Llewelyn, acteur
- 24 décembre : Maurice Couve de Murville, homme politique français
- 27 décembre : Pierre Clémenti, acteur et réalisateur français.
- 28 décembre : Clayton Moore, acteur américain.
- 31 décembre : Alain Gillot-Pétré, présentateur français de télévision (né en 1950).